# Subicz
Subicz (ukr. Субіч) – wieś na Ukrainie, w obwodzie chmielnickim, w rejonie kamienieckim.